# 东京国立博物馆
东京国立博物馆（日语：／ Tōkyō Kokuritsu Hakubutsukan）创立于1872年，是日本最早的博物馆。该博物馆位于日本国东京都台东区上野恩赐公园内，共有本馆、表庆馆、东洋馆、平成馆、法隆寺宝物馆5展览及资料馆组成。收藏品总数达11万件以上，其中包括日本国宝89件、重要文化财产644件（2019年3月止）。博物馆由独立行政法人国立文化财机构运作。同时，社团法人「日本工藝會」的总部也设于馆内。

## 历史

### 草创之初

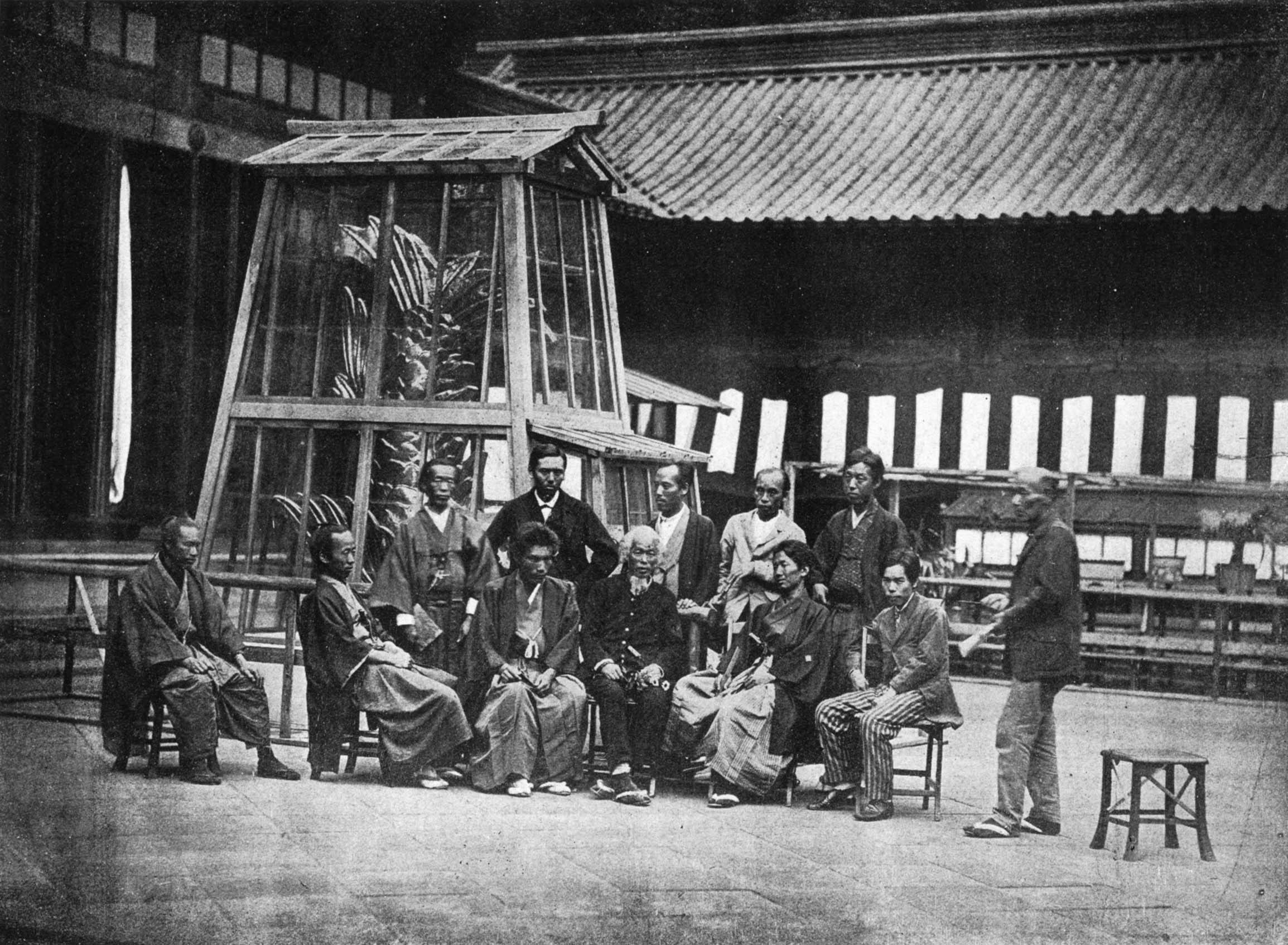
1872年湯島聖堂博览会相关人士合影，可见其背后展示的名古屋城金鯱。是次展览为日本“博物馆”的发端，后来东京国立博物馆将这一年定位其创始年份

1872年（明治5年）3月，日本文部省博物局在当时的汤岛圣堂大成殿（今东京都文京区汤岛）举办了国内首次博览会。当时的宣传广告及入场券等均保存于文部省博物馆内，这也是日本“博物馆”的发端，东京国立博物馆也以这一年作为其创设年份。当时的博览会主要以将在次年的1873年维也纳万国博览会出展的展品为主。会场内主要陈列有书画、古董、动植物标本等，其中以名古屋城的金鯱最引人注目。最初博览会会期预定为3月10日起的20天，但由于人气旺盛，会期一再延长，最后到4月末才结束。据估计，总入场人数达15万人次。
1873年（明治6年），文部省博物馆被并入太政官正院的“博览会事务局”（1872年设置），并迁址至内山下町（现今的东京都千代田区内幸町）。同年4月15日起也举办了为期3个半月的博览会，主要展示物品为动植物、矿物等。
1875年（明治8年），“博览会事务局”再度改称“博物馆”，归内务省管辖。起初也曾改称“内务省第六局”，后于1876年又改叫“博物馆”。同年，町田久成（1838-1897）任博物馆馆长。出身于萨摩藩的町田馆长对明治时期日本的博物馆建设和文物保护做出了很大的贡献，他也被视为东京国立博物馆的首任馆长。博物馆内也立有表彰町田馆长的石碑。另外，博物馆的主管机构也于1881年改为农商务省，此后又于1886年变为宫内省。
1877年，在上野的宽永寺本坊旧址（后为东京国立博物馆所在地）举办了首届内国劝业博览会。这是基于当时日本“富国强兵、产业兴国”的国策而举行的，其中的“美术馆”是日本最早被称为美术馆的建筑物。当时的首任馆长町田久成以内山下町的博物馆过于狭小、易发生火灾等原因，申请迁移至上野公园，并于当年得到了太政官的批准。
1881年，在上野公园宽永寺旧址建成2层红砖造的本馆。设计者为英国建筑师喬賽亞·康德。该馆当年即作为第2届内国劝业博览会的展馆使用，次年3月起称为博物馆的总馆。4年前建造的美术馆则作为2号馆使用。此后，由于关东大地震的破坏，上述两馆均已不存。

### 从皇室博物馆到国立博物馆

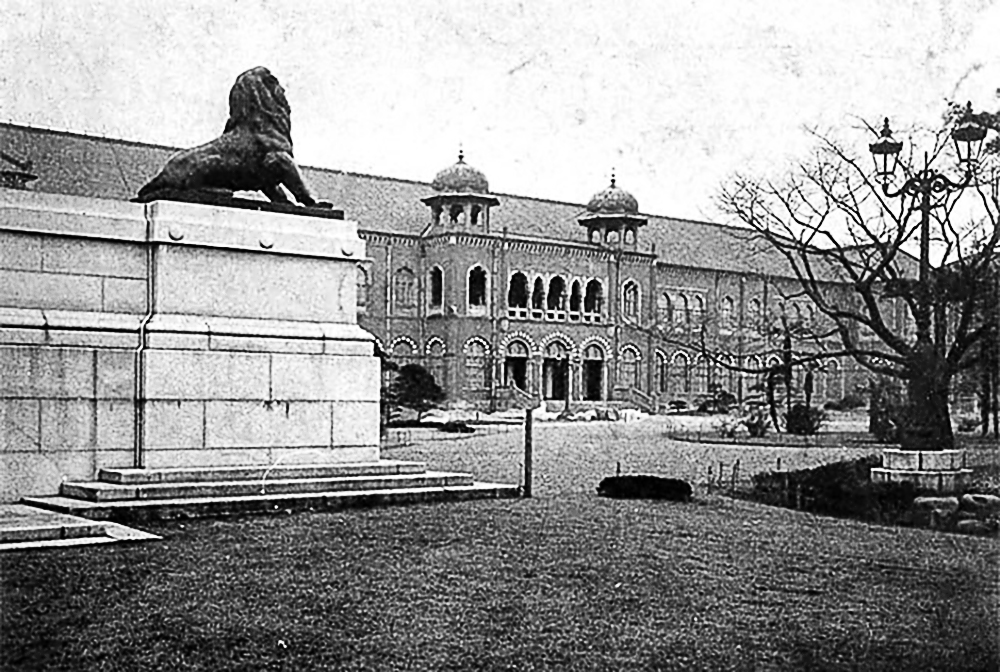
喬賽亞·康德设计的旧帝室博物馆

1889年（明治22年），博物馆改称“帝国博物馆”，馆长为九鬼隆一。当时，在京都和奈良都设有帝国博物馆（京都馆设于1897年，奈良馆设于1895年）。当时馆内的美术部长是明治时期日本美术界的核心人物冈仓天心，此外从美国来的哲学家・美术史学家Ernest Francisco Fenollosa也被聘为美术部理事。因此博物馆在美术方面的力量得到了加强。
1900年，位于东京、京都、奈良三地的“帝国博物馆”同时改称“帝室博物馆”。这个名称一直使用至1947年（昭和22年）。同年，为了庆祝皇太子（后来的大正天皇）大婚，在上野的博物馆内开始新建美术馆，该工程于1901年开工，于7年后的1908年竣工，1909年启用。由御用宫廷建筑师片山東熊设计的美术馆成为“表庆馆”，直到21世纪仍是博物馆的主要建筑物之一。
1923年，日本发生关东大地震，当时的总馆和2号馆、3号馆均遭到严重损坏，无法使用。此后的十余年间，博物馆的展出只在表庆馆一处进行。新建总馆于1932年开工，1938年落成使用。这就是现存的东京国立博物馆总馆（重要文化财）。新建总馆落成后不久的1940年，便举办了纪念“皇紀2600年”的“正仓院御物特别展览”。这是首次将正仓院宝物（当时称“正仓院御物”）向大众公开，盛况空前，短短20天内参观人数达到40万之多。

### 二战之后
1947年5月，在新宪法公布之日，帝室博物馆改称“国立博物馆”，改由文部省主管。此后于1952年改称东京国立博物馆。改称国立博物馆后的首任馆长是安倍能成。
1947年9月，博物馆发行馆刊《博物馆新闻》。其创刊号头版刊登了《国民与博物馆 必须重新审视古代美术品》的文章，明确了将战前的皇家博物馆转变为国民博物馆的方针。战后博物馆新建了东洋馆、法隆寺宝物馆等，并大力收藏各类文物藏品，经常举办特别展出等活动。其中最有影响的是1965年的图坦卡蒙展、1974年的蒙娜丽莎展、纪念创立100周年的1972年“东京国立博物馆收藏名品展”、创立120周年的1992年“日本与东洋的美”特别展等。
管理组织方面，随着1950年文化财保护委员会的设立，东京国立博物馆成为该委员会的附属机构。1968年，该委员会废止，改由文化厅管理博物馆。2001年，随着重组中央省厅的独立行政法人制度的实施，博物馆先后归独立行政法人国立博物馆和独立行政法人国立文化财机构（2007年起）管理。

### 新展馆建设
二战后，博物馆进行了大规模的扩建。1962年（昭和37年），馆内西南侧建成“法隆寺宝物馆”，2年后面向大众开放。该馆主要收藏了1878年遭遇废佛毁释的法隆寺上贡给皇室的300余件宝物。该展馆使用30多年后被拆除，1999年由带有餐厅和资料室的新法隆寺宝物馆取代。1968年，馆内东侧建成东洋馆，收藏日本以外的亚洲地区美术品。1984年，馆内西侧的表庆馆后建成资料馆，研究人员可以在此公开使用阅览馆藏图书、史料和照片资料等。
博物馆除常年展出外，也经常举办各类主题特别展。但是举办大规模特别展览的时候就需要临时撤走常年的展品，因此博物馆决定建设一个专用于特别展览的大型新展馆。因此，总馆西侧的别馆（曾设有大讲堂）和北部仓库被拆除，改建为新展馆。1999年，新展馆平成馆投入使用，主要用于主题特别展、考古资料展示室和大礼堂。

## 设施

### 总馆
1932年开工，1937年竣工，次年开馆。设计者为渡边仁。砖瓦屋檐带有寺院风格的破风结构，是典型的帝冠样式建筑。2001年，该展馆以“旧东京帝室博物馆本馆”的名称登录为日本重要文化财。共有25个展室，位于1楼和2楼，主要陈列日本绘画、雕刻、工艺、书法作品等。独立行政法人化以后，被称为“日本的画廊”。总馆设计室于平成18年度获得“日本设计学会作品奖”。
2008年的陈列状况如下：
- 第1室～第10室（2楼）- 主题为“日本美术之源流”，主要根据时代顺序，同时穿插“佛教美术”、“茶道美术”、“武士服装”、“能剧与歌舞伎”等主题展览。第2室为“国宝室”，每次一件，轮流展示国宝。
  - 第1室「日本美术的黎明」「佛教的兴盛」
  - 第2室「国宝室」
  - 第3室「佛教美术」「宮廷美术」「禅与水墨画」
  - 第4室「茶的美术」
  - 第5・6室「武士的服装」
  - 第7室「屏风与障壁画」
  - 第8室「日常生活用品」「书画的展开」
  - 第9室「能剧与歌舞伎」
  - 第10室「浮世绘与衣装」
- 第11室～20室（1楼）- 总馆一楼按照美术作品形态进行分类，第11室至第16室分别展示了雕刻、金工、陶瓷、漆工、刀剑、民族资料（阿伊努、琉球）、历史资料等。此外，绘画和书法则在2楼的“日本美术之源流”中展出。
  - 第11室 – 雕刻（佛像等）
  - 第12室 – 雕刻与金工
  - 第13室 – 陶瓷、漆工、刀剑
  - 第14室 – 工艺（主题展示）
  - 第15室 - 民族资料（阿伊努、琉球）
  - 第16室 – 历史资料
  - 第17室 - 保存及修理
  - 第18室 - 近代美术
  - 第19室 - 近代工艺
  - 第20室 - 教育普及角“绿色的狮子”
- 特别1・2室（2层）- 入口处两侧的小型展室，进行新入藏品的展示等。
- 特别3・4室（1层）- 入口处两侧的小型展室，暂时未使用。
- 特别5室（1层）- 大楼梯后的大型展室。2008年起展示亚洲各地的佛像。贯通两层的巨大中庭也曾经是众多世界性藏品的展示厅。1974年，达芬奇的名画蒙娜丽莎在此展出，吸引了150万人以上的参观者前来。另外著名的展示包括图坦卡蒙、欧仁·德拉克罗瓦的《自由领导人民》、提香的《乌尔比诺的维纳斯》、兴福寺的“佛头”等。2007年，达芬奇的名作《受胎告知》在亚洲首次展出的地点也是该展厅。

### 东洋馆

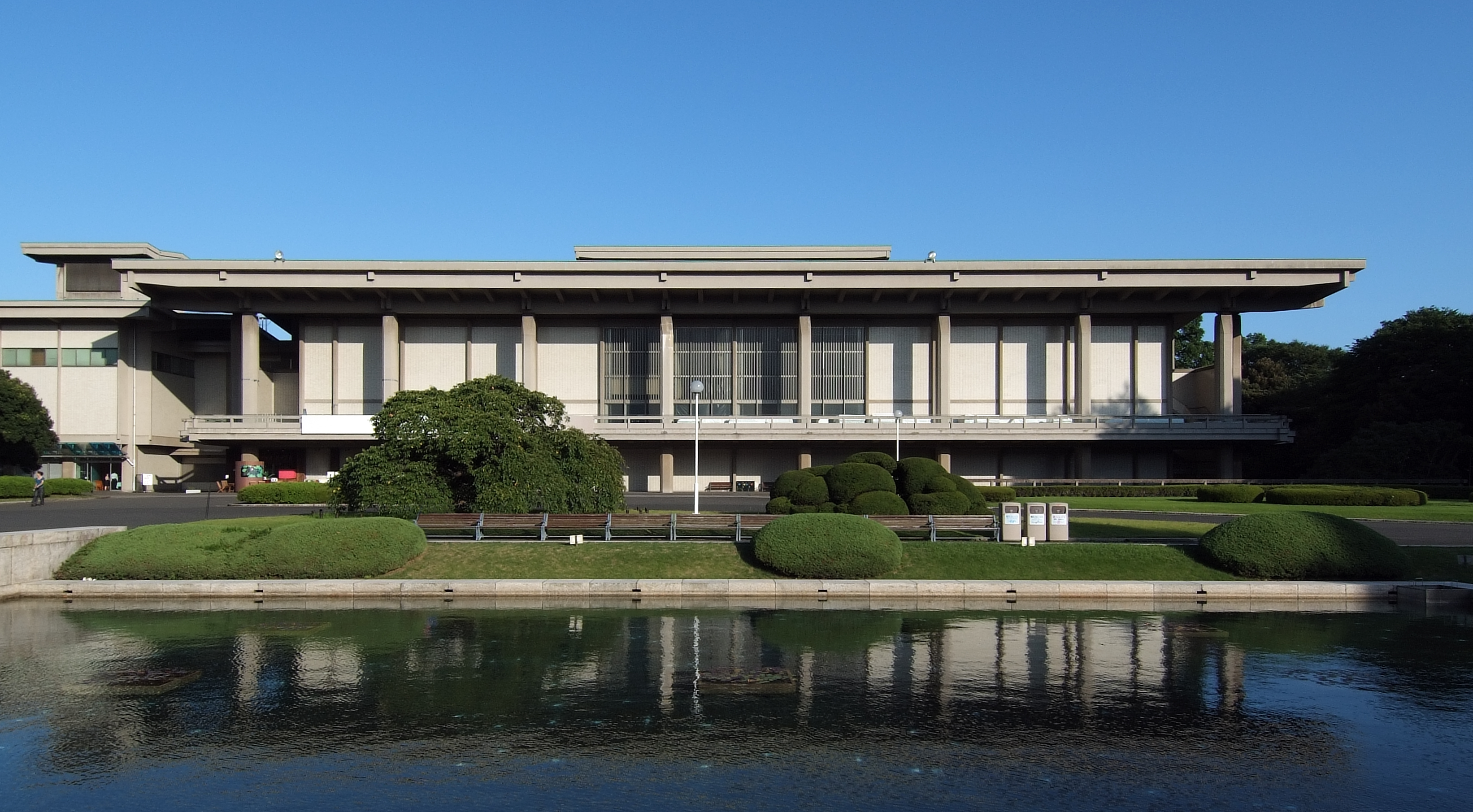
东洋馆

该馆由谷口吉郎设计，在1968年开放。展出的美术品主要来自中国、朝鲜半岛，另外也包括东南亚、印度、埃及等。共有10个展示室。独立行政法人化以后，这里也被称为“亚洲的画廊”。
东洋馆分3层，其中2层与3层的大面积空间有许多阶梯，会给人产生共有5层建筑的视觉效果。内部有底层直达3层天花板的巨大中庭空间，其展示布置也颇为复杂。
2008年的陈列情况如下:
- 第1室 - 中国・印度・健驮逻的雕刻
- 第2室 – 走廊式的狭长展室内，展示了中国・东南亚的铜鼓数点。
- 第3室 – 埃及・西亚、東南亚・南亚（波斯、美索不达米亚、叙利亚、印度、印度尼西亚、泰国、柬埔寨等地的雕刻、陶器、织染、考古遗物等）
- 第4室 - 中国考古
- 第5室 - 中国考古・工艺
- 第6・7室 – 在中庭的桥状展示空间内，展示中国的画像石。
- 第8室 - 中国的绘画・书法
- 第9・10室 – 朝鲜半岛、西域

### 表庆馆

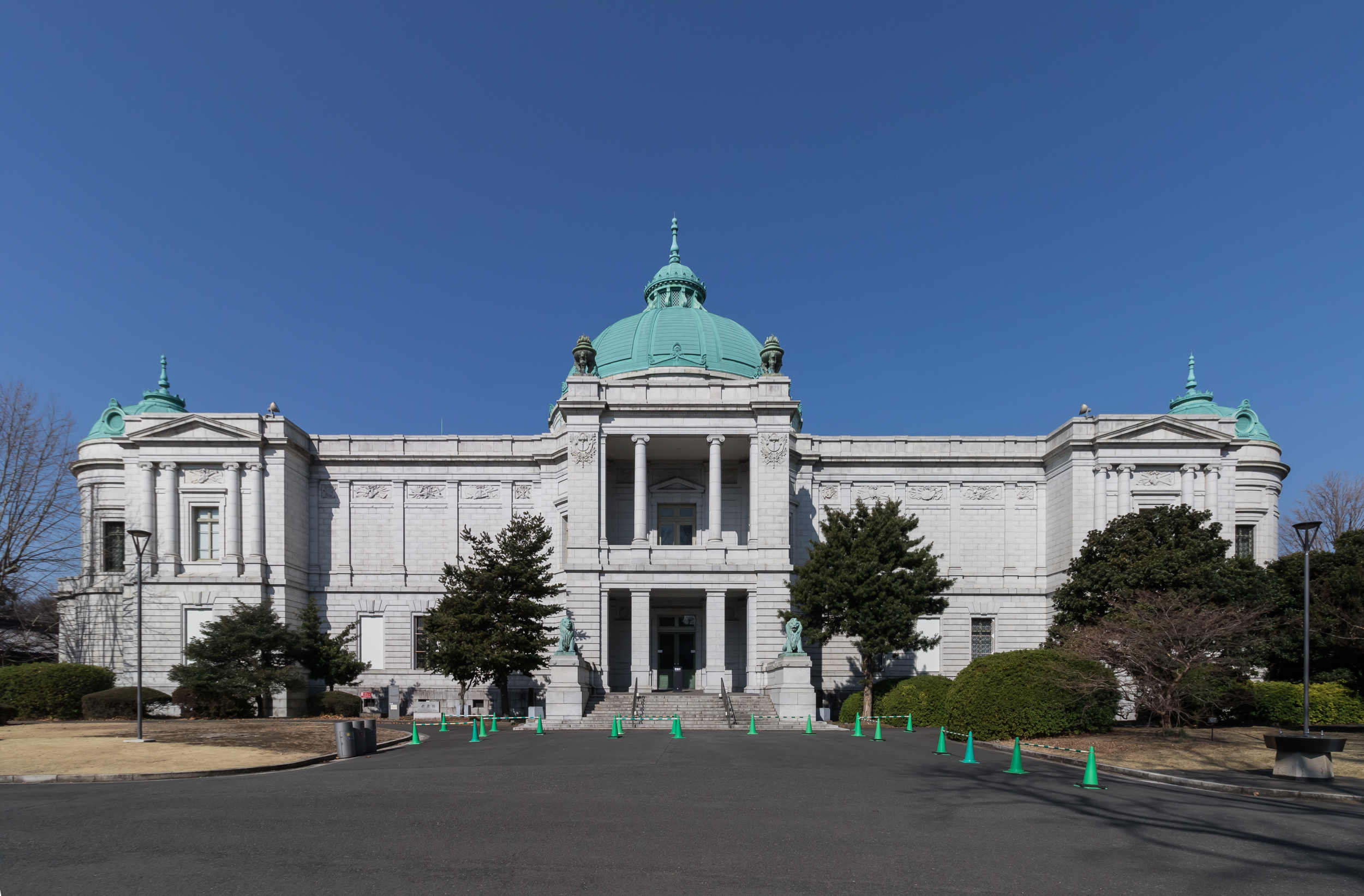
表庆馆

1909年，为庆祝皇太子嘉仁親王（后为大正天皇）成婚而建造。设计师为宫廷建筑师片山东熊。该建筑物为日本重要文化财。展示室共有2层9室。二战后长期展出考古资料，也用于教育科普。现在该处为特别展会場。

### 法隆寺宝物馆

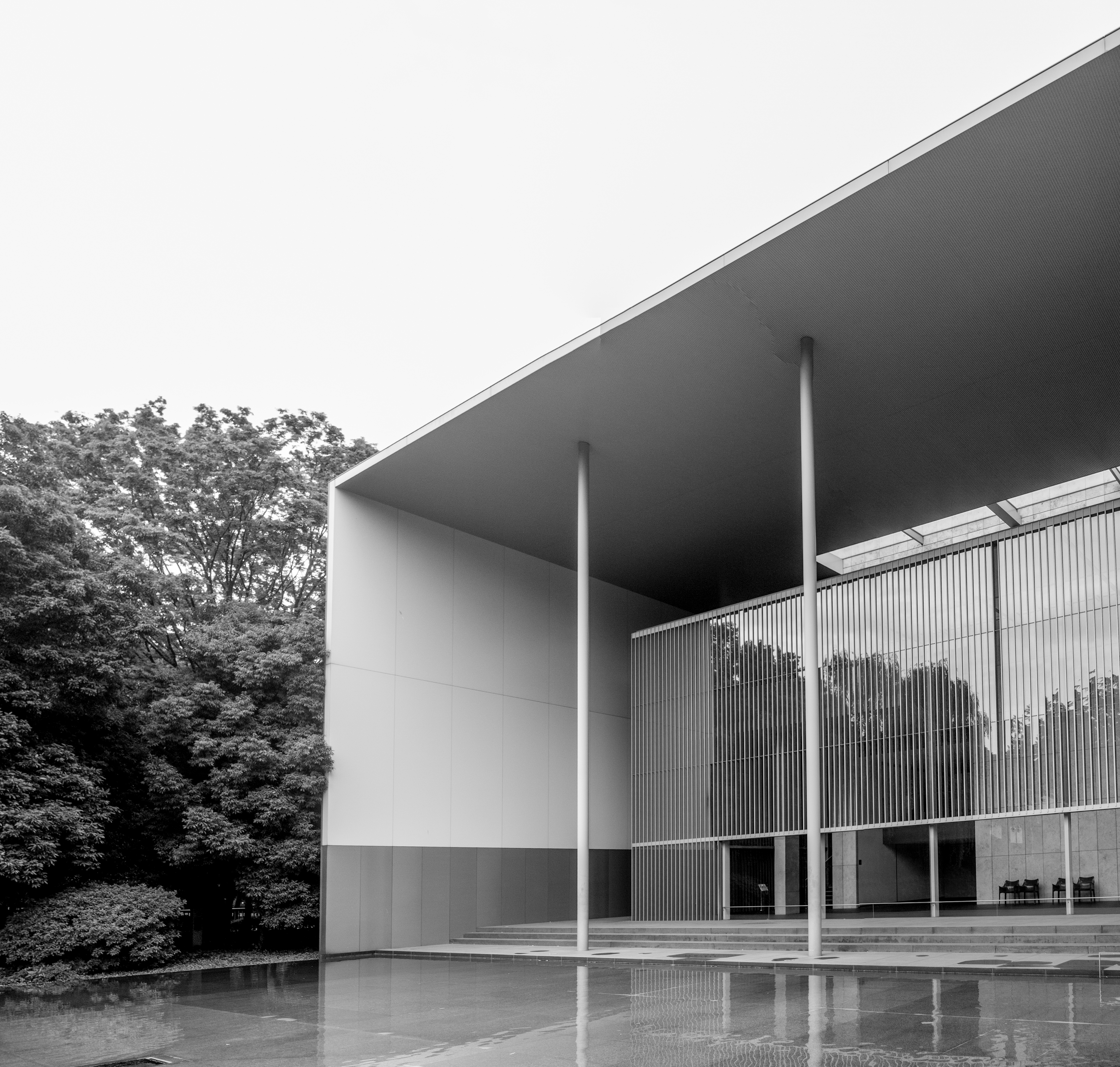
法隆寺宝物馆

1878年，为了陈列展示法隆寺进贡皇室的300余件宝物而建造，于1964年对外开放。现在的建筑物为新建，于1999年开馆。设计师为谷口吉生（东洋馆设计者谷口吉郎之子）。

### 平成馆

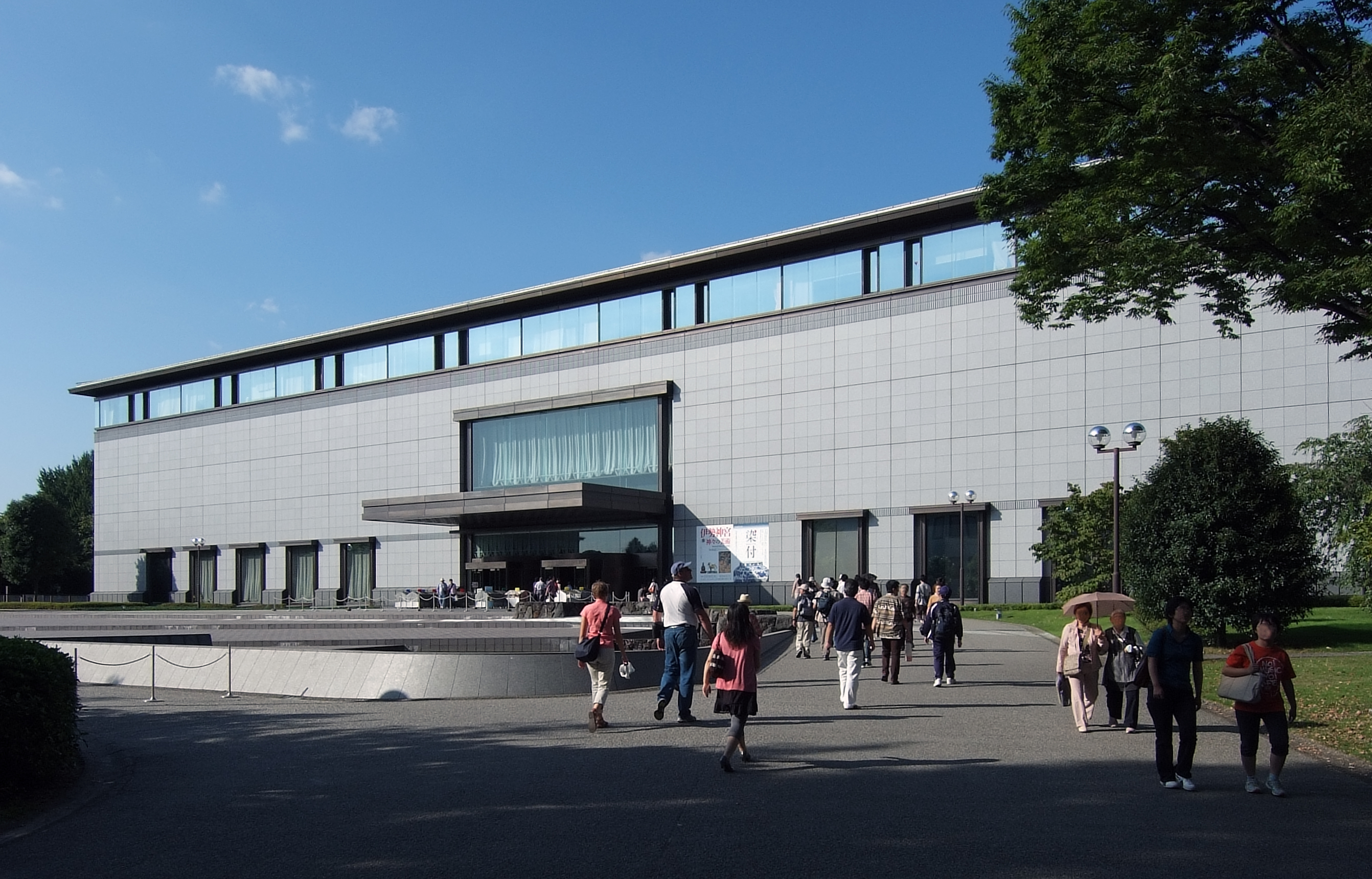
平成馆

为纪念皇太子德仁親王（浩宮）的成婚，于1999年（平成11年）启用。1层为考古资料展示室、特别企划展示室和大讲堂，2层为特别展会场。

### 其他
博物馆区内还有资料馆（收藏图书、照片等资料）、旧因州池田家表門（重文）、旧十輪院宝蔵（重文）、筑前福岡藩黒田家的江户屋敷的鬼瓦、茶室等。此外，資料馆1层有小型音乐厅。

### 馆区外设施

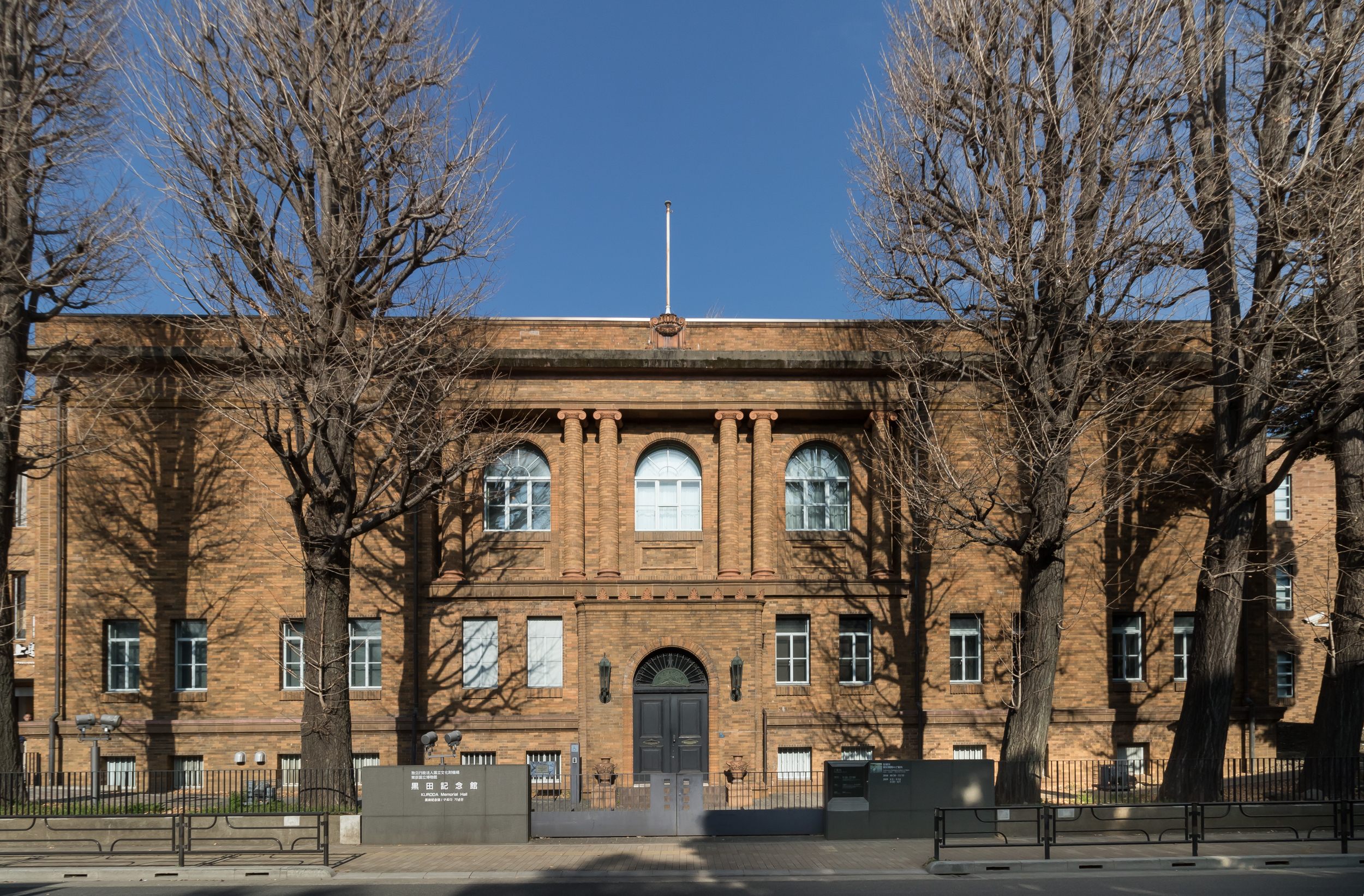
黑田纪念馆
位于博物馆外西侧。该馆是根据西洋画家黑田清辉（1866 - 1924）的遗愿而建立的，落成于1928年，设计者为冈田信一郎。2层的黒田纪念室收藏了《湖畔》、《智・感・情》等黒田的作品。该馆长期以来归东京国立文化财研究所（后为东京文化财研究所）管辖，2007年“国立博物馆”与“文化财研究所”合并为独立行政法人国立文化财机构，黑田纪念馆也随之改由东京国立博物馆管理。其开放时间为每周三・周六的下午1点至4点（年末年初闭馆）。
柳濑庄
位于埼玉县所泽市坂之下，原为实业家兼茶道家松永安左卫门的别墅。现为日本重要文化财。1948年，松永将该处物业捐赠给东京国立博物馆。每周四对外开放。

## 组织机构与业务内容

### 宗旨
《独立行政法人国立文化财机构法》第3条规定，该法人的设立宗旨是“设立博物馆，收集保管有形文化财（略），并供公众参观。通过对文化财（略）相关的调查研究，用以对珍贵的文物进行保存及利用”。这里明确说明国立博物馆的主要职责包括收集展示文物，并开展相关调查研究活动。
东京国立博物馆在馆长、副馆长下设营业开发部（渉外、财务等）、事业部（信息管理、教育普及、出版、特别展策划）、文化财部（展示、文化财的修复保存等）等3个部门。

### 特别展
特别展可由博物馆单独策划主办，也可以与其他机构合办。例如“柏林珍宝展”等介绍国外美术馆藏品的展览，“国宝兴福寺展”等展出。此外，博物馆为了广泛介绍其藏品，也经常在日本国内外举行各种巡回展出。此外，够不上特别展规模的小型主题陈列也时常举行。

### 教育普及活动
在平成馆内的大讲堂内，会举行一些定期或不定期的讲座。此外，“藏品解说”在各个展示室内进行，基本上为每周一次。馆内也有志愿者对参观者进行指引说明。此外，也有针对儿童、大学生、教师等对象而开展的特别展示活动。博物馆也会时常举行一些音乐会、茶会、社区教育活动等。2007年4月，作为教育普及基地的“绿色的狮子”开放，设在总馆1层的第20室。

### 出版事业
机关刊物《东京国立博物馆新闻》（原《国立博物馆新闻》）创刊于1947年，为对开型大小，现为隔月发行，主要介绍博物馆的展示和活动等。
研究杂志《MUSEUM》，于1951年创刊，为月刊，每期刊载馆内外的研究者的论文。
《东京国立博物馆图版目录》是根据类别收录博物馆藏品照片的目录书籍，从1960年发行《浮世绘版画編 上》以来，一直在持续刊印。
此外，博物馆也发行名品图录、纪要、藏品调查研究报告书等出版物。

## 藏品

长谷川等伯 松林图（国宝）

伝・周文筆 竹斎读书图（国宝）

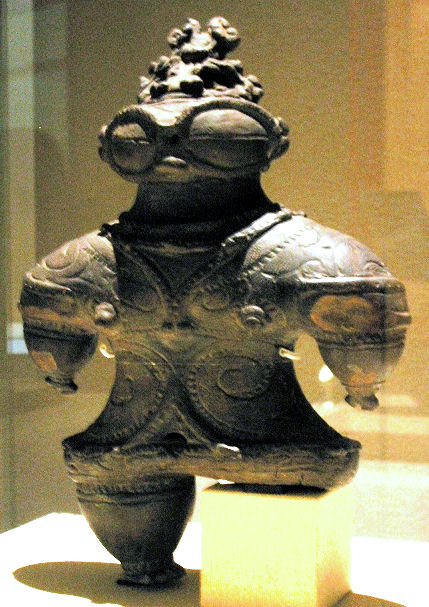
遮光器型土偶 青森县出土

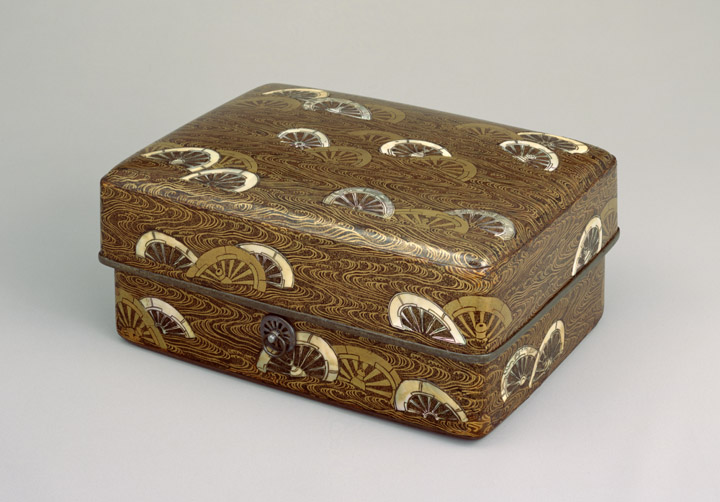
片輪車蒔绘螺鈿手箱

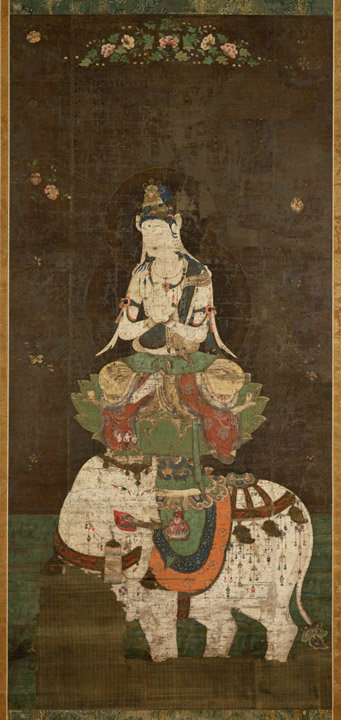
普贤菩萨像

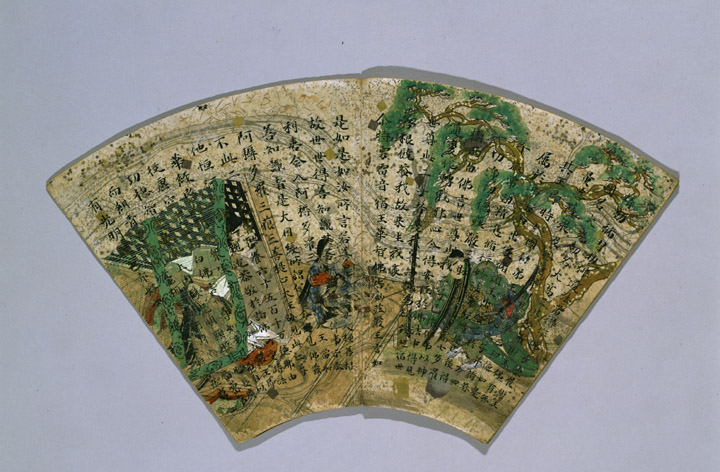
《扇面法华经册子》

孔雀明王像

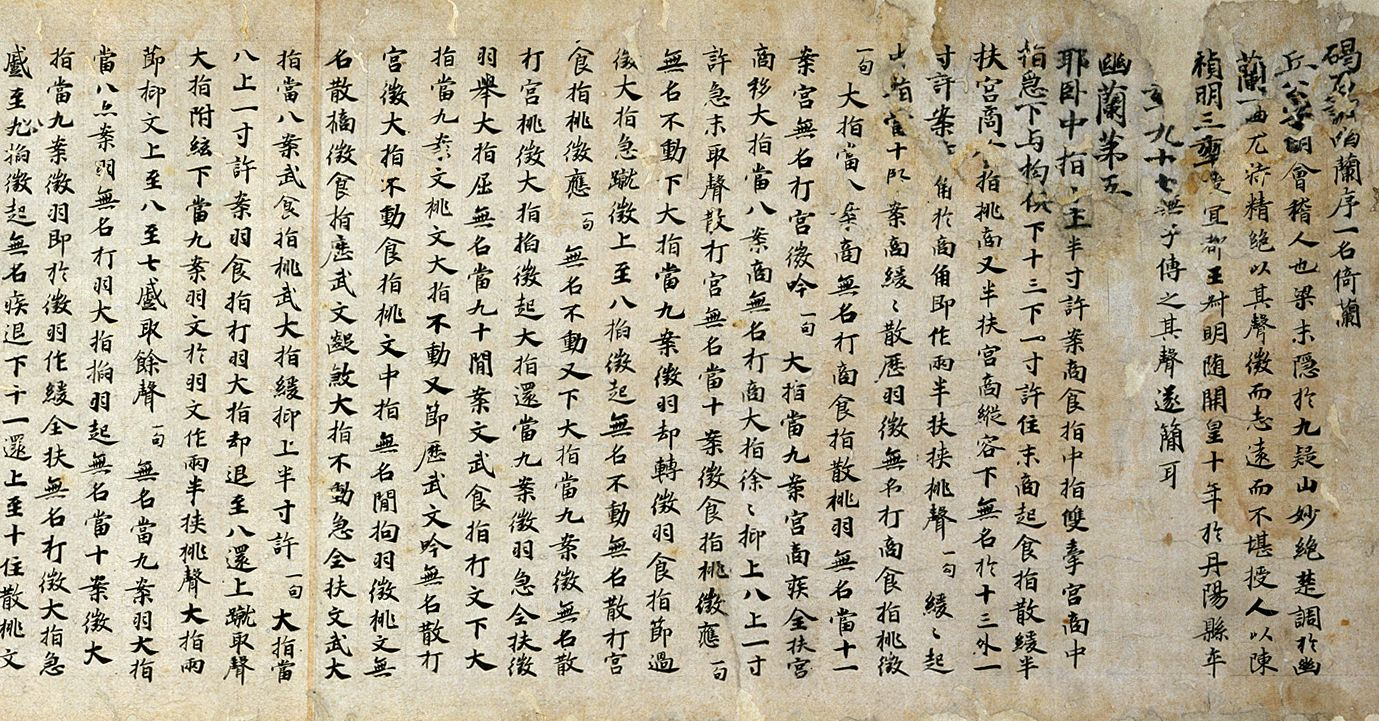
碣石調幽蘭

东京国立博物馆藏品（馆内专业用语为“列品”）总数达11万件以上。此处所谓件数并不是真正的物品个数，例如同一考古遗址出土的数百件物品只被统计为1件。其中展品约3000件，随时进行轮流替换。馆藏品中有许多为神社寺庙或个人收藏家的捐赠物。
藏品的范围，从地域上看，以日本及亚洲各国为主，时代上则从史前时代到第二次世界大战结束时为止。其中，日本地区的藏品中，针对阿伊努人的美术和琉球的美术设立了独立的展示室。东洋美术以日本、中国以及朝鲜半岛的美术为基础，也包括埃及、印度、东南亚（越南、泰国、高棉等）、中近东地区（美索不达米亚等）、中亚等地区的美术品。此外，南太平洋诸岛的民族美术、西洋近代的陶瓷和玻璃制品也有所收藏，但通常不对外展示。
博物馆除了收藏属于美术品范畴的物品外，也收藏了大量历史资料、图书、照片资料等。其中有代表性的有：长崎奉行所基督教徒相关资料、江户幕府制作地图（道中图）《五海道其外分間延绘图並見取绘图」全80卷、伊能忠敬的測量图、日本最早的文物调查—壬申检查的相关资料、旧江户城照片等。博物馆内的资料馆内收藏有图书资料、江户时代为主的古文献、拓本、绘图、地图、照片和缩微胶片等，以供研究者使用。此外，通常不对外展出的世界邮票藏品也在日本国内属于前列。
博物馆早在明治时代的创始初期就开始使用其预算经费有计划地购入藏品。其中有代表性的藏品是1873年从当时的白川县购入的江田船山古坟出土品（国宝）。另外，平安时代的著名画作普贤菩萨像（国宝）、尾形光琳的八橋蒔绘手箱（国宝）、本阿弥光悦的舟橋蒔绘硯箱（国宝）等，都是在迁至上野公园现址之前就购入的珍贵文物。
此外，馆藏品的充实也有赖于多位私人收藏家的捐赠。其中有中国书画方面的高島藏品系列（高岛菊次郎捐赠）、中国陶瓷方面的横河藏品系列（横河民辅捐赠）、中国陶磁与茶道具为主的广田藏品系列（广田松繁捐赠）、朝鮮美术方面的小仓藏品系列（小仓武之助收集、财团法人小仓藏品保存会捐赠）最为著名。此外，尽管不是捐赠品，松方幸次郎（西洋美术收藏家、1865-1950）也将约8000件左右的浮世绘藏品一次性存入东京国立博物馆。
在东京国立博物馆中有大量藏品系列的收藏家如下：
- 小仓武之助（1870-1964）活跃于朝鮮半岛的实业家。大邱电器创立者。其收集的朝鲜半岛文物，于1981年由财团法人小仓藏品保存会捐赠给博物馆。
- 高岛菊次郎（1875-1969）日本造纸业实业家。1965年，为纪念自己90岁寿辰而将所有中国书画藏品捐给博物馆。高岛过世后，其遗属也向博物馆进行了捐赠。
- 团伊能（1892-1973）团琢磨之长男。东京帝国大学助教授。1944年捐赠池大雅作品《楼閣山水图》（国宝）等。
- 广田松繁（1897-1973）古美术店「壶中居」的创立者。1947年，捐赠以中国陶瓷品为主的藏品系列，去世后也有遗赠。
- 松平直亮（1864-1940）伯爵、贵族院议员、旧松江藩主家当主。1938年，捐赠《平治物语绘词》及禅僧墨宝等。
- 松永安左卫门（1875-1971）电力业实业家、茶道家。1949年，捐赠茶道用具。
- 三井高大（1908-1969）三井財閥11家中“室町家”的负责人。根据本人遗愿，1970年捐赠国宝《古今和歌集》元永本等。
- 横河民辅（1864-1945）建筑家、实业家、横河电机・横河桥梁创立者。1932年后，多次捐赠以中国陶瓷为主的陶瓷品文物。

## 收藏的国宝列表
- 以下为独立行政法人国立文化财机构所有，保存于东京国立博物馆的国宝列表。（2008年6月时点，共87件）
- 国宝・重要文化财全部列表参看东京国立博物馆收藏文物列表。

### 绘画
佛画
- 普贤菩萨像 1幅 絹本着色 平安时代
- 虚空藏菩萨像 1幅 絹本着色 平安时代
- 千手观音像 1幅 絹本着色 平安时代
- 孔雀明王像 1幅 絹本着色 平安时代
- 十六罗汉像 16幅 絹本着色 平安时代

大和绘・绘卷
- 地獄草紙 1卷 紙本着色 平安时代
- 餓鬼草紙 1卷 紙本着色 平安时代
- 平治物語绘詞 1卷 紙本着色 镰仓时代
- 扇面法華経冊子 1帖 紙本着色 平安时代
- 一遍上人绘伝（卷第七）法眼円伊筆 1卷 絹本着色 镰仓时代

室町水墨画
- 竹斋读书图 伝・周文筆 紙本墨画淡彩 1幅 室町时代
- 秋冬山水图 雪舟筆 2幅 紙本墨画 室町时代
- 山水图（破墨山水图）雪舟筆 紙本墨画 1幅 室町时代（1495年）

近世各派
- 観楓图 狩野秀頼作 紙本着色 六曲一隻 桃山时代
- 花下遊楽图 狩野長信作 紙本着色 六曲一双（右隻の2扇を欠く）桃山时代
- 松林图 長谷川等伯 作 紙本墨画 六曲一双 桃山时代
- 楼閣山水图 池大雅 作 紙本金地着色 六曲一双 江户时代
- 檜图 伝狩野永德 作 紙本金地着色 八曲一隻 桃山时代
- 鷹見泉石像 渡辺崋山 作 絹本淡彩 1幅 江户时代（1837年）
- 納涼图 久隅守景 作 紙本淡彩 二曲一隻 江户时代

外国画
- 出山釈迦图・雪景山水图・雪景山水图 梁楷作 3幅 絹本墨画淡彩 南宋
- 紅白芙蓉图 李迪作 2幅 絹本着色 南宋（1197年）
- 瀟湘臥遊图 1卷 紙本墨画 南宋
- 禅機图断簡（寒山拾得图）因陀羅作 1幅 紙本墨画 元代

### 书籍
| 佛典 - 法華經方便品（竹生島經）1卷 平安时代 - 賢愚經残卷 1卷 奈良时代 古代书法 - 秋萩帖・淮南鴻烈兵略間詁（紙背）1卷 平安时代（表）・唐代（紙背） - 白氏詩卷 藤原行成筆 1卷 平安时代（1018年） 古文书 - 圓珍關係文书典籍 8卷 平安时代 - 圓珍贈法印大和尚位並智証大師諡号勅书 小野道風作 1卷 平安时代（927年） 典籍 - 延喜式（九条家本）27卷 平安时代 - 元历校本万叶集 20冊 平安时代 - 古今和歌集（元永本）2帖 平安时代 - 寛平御時后宮歌合 1卷 平安时代 - 三宝绘詞 3冊 镰仓时代（1273年） - 医心方（半井家本）30卷1冊 平安时代 - 和歌躰十種 1卷・1幅 平安时代 | 汉文古籍 - 碣石調幽蘭 1卷 唐代 - 王勃集 卷第二十九、三十 1卷 唐代 - 群书治要 13卷 平安时代 - 世説新书 1卷 唐代 - 古文尚书 1卷 唐代 墨宝 - 圜悟克勤墨宝1幅 北宋（1124年） - 虚堂智愚墨宝1幅 南宋 - 大慧宗杲墨宝1幅 南宋 - 馮子振墨宝 1幅 元代 - 無準師範墨宝1幅 南宋（1242年） - 了庵清欲墨宝1幅 元代（1341年） |

### 工艺品
| 刀剣以外 - 片輪車螺鈿蒔绘手箱 1合 平安时代 - 片輪車蒔绘螺鈿手箱 1合 镰仓时代 - 舟橋蒔绘硯箱 本阿弥光悦作 1合 江户时代 - 八橋蒔绘螺鈿硯箱 尾形光琳作 1合 江户时代 刀剣 - 山城国 - 太刀 銘三条（名物三日月宗近）平安时代 - 太刀 銘定利 镰仓时代 - 太刀 銘来国光 嘉暦二年二月日 镰仓时代（1327年） - 短刀 銘吉光（名物厚藤四郎）镰仓时代 - 相模国 - 短刀 銘行光 镰仓时代 - 刀 無銘正宗（名物観世正宗）镰仓时代 - 刀 金象嵌銘 城和泉守所持 正宗磨上本阿（花押）镰仓时代 - 刀 無銘貞宗（名物亀甲貞宗）镰仓时代 | - 備前国 - 太刀 銘備前国友成作 平安时代 - 太刀 銘長光（大般若長光）镰仓时代 - 太刀 銘長光 镰仓时代 - 太刀 銘備前国長船住景光 元亨二年五月日（小竜景光）镰仓时代（1322年） - 太刀 銘助真 镰仓时代 - 太刀 銘吉房 镰仓时代（1955年国宝指定） - 太刀 銘吉房 镰仓时代（1957年国宝指定） - 太刀 銘備前国包平作（名物大包平）平安时代 - 伯耆国 - 太刀 銘安綱（名物童子切安綱） 平安时代 - 刀装 - 群鳥文兵庫鎖太刀 镰仓时代 - 梨地螺鈿金装餝劔 平安时代 |

### 考古资料
- 袈裟襷文銅鐸伝香川県出土 1箇 弥生时代
- 江田船山古墳出土品 熊本県出土 一括 古坟时代
- 埴輪武装男子立像 群馬県太田市出土 1躯 古坟时代
- 文禰麻呂墓出土品 一括 奈良时代（707年）
- 興福寺金堂鎮壇具 一括 奈良时代

### 法隆寺进贡宝物
- 绘画
  - 聖徳太子绘伝 秦致貞筆 10面 絹本着色 平安时代
- 书跡
  - 法隆寺献物帳 1面 奈良时代（756年）
  - 細字法華経 1卷 唐代（694年）
- 工艺品
  - 金銅灌頂幡 1具 飛鳥时代
  - 鵲尾形柄香炉1柄 飛鳥时代
  - 金銀鍍竜首水瓶 1口 飛鳥时代
  - 海磯鏡2面 唐代
  - 金銅墨床・水注・匙 1具 奈良时代または唐代
  - 黒漆七絃琴 1張 唐时代（724年）
  - 沈香木画箱1合 奈良时代
  - 竹厨子 1基 奈良时代

## 关联条目
- 博物馆
- 国立博物馆
- 国立民族学博物馆
- 国立歴史民俗博物馆
- 国立科学博物馆
- 日本美术名宝展
- 日本工艺会

## 脚注
1. ↑  2017 TEA-AECOM Museum Index, published May 2018
2. ↑  .   [2009-02-04]. （原始内容存档于2008-12-03）.
3. ↑  .   [2009-02-04]. （原始内容存档于2009-02-28）.
4. ↑  东京国立博物馆东洋馆展室介绍
5. ↑  该浮世绘藏品系列，是系松方幸次郎从法国珠宝商手中一次性购得，通过十五银行，于1944年收入帝室博物馆。